# Jean-Loup Chrétien
Jean-Loup Chrétien (* 20. srpna 1938 La Rochelle, Francie) je první francouzský kosmonaut. Absolvoval lety v kosmických lodích Sojuz i v raketoplánu.

## Život

### Mládí a výcvik
Narodil se v La Rochelle. V roce 1959 se dostal na tři roky do vojenské letecké školy École de l'Air. Pak sloužil v armádě jako stíhač a zkušební pilot. V roce 1977 byl jmenován zástupcem velitele protivzdušné obrany jižní Francie. Od roku 1978 procházel sítem výběru z 430 adeptů z Francie na post kosmonauta, koncem roku 1980 nastoupil k výcviku ve Hvězdném městečku s nohou v sádře. Je ženatý, má čtyři syny.

### Lety do vesmíru
Poprvé letěl koncem jara 1982 na palubě Sojuzu T-6 k orbitální stanici SSSR Saljut 7. Spolu s ním z Bajkonuru vzlétl Vladimir Džanibekov a Alexandr Ivančenkov, na stanici se setkali s dalšími dvěma kosmonauty Berezovojem a Lebeděvem, po týdnu se odpojili a vrátili k Zemi. Při tomto letu strávil ve vesmíru 189 hodin a stal se tak prvním Francouzem a 108. člověkem v kosmu.
Podruhé byl v posádce lodi Sojuz TM-7 na podzim 1988. Startu v Bajkonuru přihlížel i francouzský prezident François Mitterrand. Tříčlenná posádka Volkov, Krikaljov a Chrétien se svou lodí připojila k orbitální stanici Mir, kde již pracovali Titov a Manarov. Celá pětice pak ve stanici plnila připravené úkoly, Chrétien měl na starost 14 experimentů pro něj vytvořeného programu Aragaz včetně výstupu do vesmíru (EVA). Po třech týdnech Chrétien společně s Manarovem a Titovem v lodi Sojuz TM-6 odletěli na Zemi.
Třetí let absolvoval ve svých 59 letech na palubě amerického raketoplánu Atlantis na podzim roku 1997. Posádka byla mezinárodní, sedmičlenná: James Wetherbee, Michael Bloomfield, Vladimir Titov z Ruska, Scott Parazynski, Jean-Loup Chrétien, Wendy Lawrenceová a David Wolf. Poslední jmenovaný na Miru zůstal, místo něj se na Zemi vrátil Michael Foale z původní posádky Miru. Sebou měli vědecký modul Spacehab. Po 11 dnech ve vesmíru Atlantis přistál v USA na Floridě, na přistávací dráze Kennedyho vesmírného střediska na mysu Canaveral.
- Sojuz T-6 (24. června 1982 – 2. července 1982)
- Sojuz TM-7 (26. listopadu 1988 – 21. prosince 1988)
- STS-86 Atlantis (26. září 1997 – 6. října 1997)

### Po letu
Po třech letech, během nichž ve vesmíru strávil 43 dní, zůstal v americkém Houstonu u NASA, roku 2001 odtud odešel. V letech 2007–2008 se stal členem vedení firmy Tietronix Software, Houston.